# Unión para la Nueva República (Guinea)
Unión para la Nueva República (en francés: Union pour la Nouvelle République —UNR—), a veces citado como Unión por la Nueva República, fue un partido político de Guinea, dirigido por Mamadou Bâ. En 1998, se fusionó con el Partido de Renovación y de Progreso (PRP), de Siradiou Diallo, para formar la Unión para el Progreso y la Renovación (UPR).